# Castillon (cantão de Lembeye)
Castillon é uma comuna francesa na região administrativa da Nova Aquitânia, no departamento dos Pirenéus Atlânticos. Estende-se por uma área de 4,57 km². Em 2010 a comuna tinha 70 habitantes (densidade: 15,3 hab./km²).